# Långtjärnen (Åre socken, Jämtland, 702741-135116)
Långtjärnen är en sjö i Åre kommun i Jämtland och ingår i Indalsälvens huvudavrinningsområde. Sjön har en area på 0,118 kvadratkilometer och ligger 635 meter över havet. Sjön avvattnas av vattendraget Kärrån.

## Delavrinningsområde
Långtjärnen ingår i det delavrinningsområde (702637-135109) som SMHI kallar för Ovan 702493-134903. Medelhöjden är 652 meter över havet och ytan är 11,14 kvadratkilometer. Det finns inga avrinningsområden uppströms utan avrinningsområdet är högsta punkten. Kärrån som avvattnar avrinningsområdet har biflödesordning 3, vilket innebär att vattnet flödar genom totalt 3 vattendrag innan det når havet efter 376 kilometer. Avrinningsområdet består mestadels av skog (63 procent) och sankmarker (28 procent). Avrinningsområdet har 0,8 kvadratkilometer vattenytor vilket ger det en sjöprocent på 7,2 procent.